# Wendy (pel·lícula)
Wendy és una pel·lícula de drama fantàstic estatunidenca del 2020 dirigida per Benh Zeitlin, a partir d'un guió de Zeitlin i la seva germana Eliza Zeitlin. La pel·lícula és protagonitzada per Devin France, Yashua Mack, Gage Naquin, Gavin Naquin, Ahmad Cage, Krzysztof Meyn i Romyri Ross. Pretén ser una reimaginació de Peter Pan de J. M. Barrie.
Wendy es va estrenar mundialment al Festival de Cinema de Sundance el 26 de gener de 2020 i es va estrenar el 28 de febrer de 2020 per Searchlight Pictures.

## Argument
Wendy Darling viu al rural sud amb la seva cambrera mare Angela i els germans bessons James i Douglas. Quan James i Douglas (Logan Jones i Luke Jones) estaven celebrant el seu setè aniversari, el seu veí i cosí Thomas Marshall surt d'una tempesta fora (en descobrir quin serà el seu futur) i desapareix, amb Wendy veient com l'indueix a pujar a bord d’un vagó de tren que passa pel costat d'una figura infantil encaputxada. Una nit, quan els nens demanen un conte per anar a dormir, l'Àngela els explica la seva vida i com es va veure obligada a renunciar als seus somnis per formar una família. La Wendy es pregunta si li passarà el mateix.
La nit següent, quan el tren passa per la finestra del seu dormitori, la Wendy s'adona d'un nen que puja a sobre dels vagons del tren. Els tres nens s'enfilen per la finestra i s'uneixen al nen, en Peter, que els porta a tots a una illa tropical amb un volcà actiu, que en Peter anomena "Mare". L'illa està poblada per altres nens, inclòs el seu cosí desaparegut Thomas, que no ha envellit ni un dia en més de set anys. En Peter explica que l'esperit de la mare resideix al volcà i evita que els nens envelleixin, sempre que creguin en ella. Més tard descobreixen un gran peix brillant, que és l'altra forma de la mare, amb la Wendy que es troba secretament amb una fotografia datada d'una família d'insulars difunts (en una mena de santuari subterrani decorat amb pintures a les profunditats d'una cova marina) que inclou en Peter i conclou que la mare deu haver-lo salvat d'un desastre natural (que va matar els altres illencs) i va compartir els seus poders amb en Peter deixant-lo sense edat.
Mentre explora un vaixell bolcat anomenat "Mañana", Douglas insulta el seu cap i desapareix de la vista. Els nens el busquen sense èxit. Faltant el seu germà bessó, James es retira emocionalment i la seva mà dreta comença a mostrar signes d'edat. James té por i demana a Peter que li talli la mà quan es faci vell. Sorpresa i disgustada, la Wendy allunya en James del grup i exploren la part posterior de l'illa. Es troben amb un assentament de "Vells", nens que van perdre la fe en la Mare i així van començar a envellir amb normalitat. Entre ells hi ha Buzzo, conegut pels nens més petits per ser un antic membre del seu grup (que va perdre la fe en la mare quan va morir el seu millor amic). James, amargat per haver de créixer sense Douglas, reuneix el grup per matar i menjar-se la mare en forma de peix per tal de recuperar la seva joventut. Els Vells segresten els nens per utilitzar-los com a esquer per la mare i reutilitza la Mañana com a vaixell de pesca.
Mentre escapen dels Vells, Wendy i Peter troben Douglas viu. Neden fins al "Mañana", on troben l'ara ja vell James, amb un ganxo en lloc de la seva mà dreta que li faltava. Mentre Peter i Wendy rescaten els nens, James mata la mare amb un arpó. Amb Peter i els nens tristos i els vells descoratjats, la Wendy fa que tots comencin a cantar, cosa que inspira en Peter i revitalitza el volcà. La Wendy i en Douglas decideixen que és hora que se'n vagin a casa i que també portin Thomas de tornada amb ells amb la seva família (juntament amb dos altres nens perduts). Sabent que no pot tornar a casa, James es queda a jugar amb en Peter com el seu nou "enemic" Capità Hook, el que li permet viure la resta dels seus dies amb l'esperit d'un nen. Anys més tard, la Wendy, que ara és mare, es desperta i troba la seva filla Jane pujant a bord d'un vagó de tren que passa amb ni més ni menys que el mateix Peter, encara sense canvis pel temps. Incapaç de mantenir-se al dia, la Wendy es reconforta que en Peter cuidarà de la seva filla i, finalment, tornarà la Jane a casa amb Wendy.

## Repartiment
- Devin France com a Wendy Darling
  - Tommie Milazzo com a Wendy n ena
  - Catherine Ott com a Wendy adolescent
  - Allison Campbell com a Wendy adulta
- Yashua Mack com a Peter
- Gage Naquin com Douglas Darling
  - Logan Jones com a Douglas de 7 anys
  - John Belloni com a  Douglas adolescent
  - Levy Easterly com a adult Douglas
- Gavin Naquin com a James Darling
  - Luke Jones com a James de 7 anys
  - Kevin Pugh com a Capità James Hook
- Krzysztof Meyn com a Thomas
  - Weldon Barry com l'adolescent Thomas
  - Hunter McGregor com a Adult Thomas
- Ahmad Cage com a Sweet Heavy
- Romyri Ross com a Cap de Cudjoe
- Lowell Landes com a Buzzo
- Shay Walker com Angela Darling
- Cleopatra King Welch com a Jane Darling

## Producció
L'agost de 2015 es va anunciar que Benh Zeitlin escriuria i dirigiria la pel·lícula. La producció va començar el març de 2017, amb el rodatge a Montserrat i Antigua i Barbuda.

## Estrena
L'abril de 2018, Searchlight Pictures va adquirir els drets de la pel·lícula. Es va estrenar al Festival de Cinema de Sundance el 26 de gener de 2020. Va ser llançada el 28 de febrer de 2020.

## Recepció
Al lloc web de l'agregador de ressenyes Rotten Tomatoes, la pel·lícula té una puntuació d'aprovació del 42% basada en 113 ressenyes, amb una valoració mitjana de 5,70/10. El consens crític del lloc diu: "Wendy s'atreveix a fer alguna cosa diferent amb el seu material original clàssic; malauradament, les impressionants imatges de la pel·lícula estan en desacord amb una visió defectuosa de la història." A Metacritic, la pel·lícula té una mitjana ponderada de 55 sobre 100, basada en 36 crítics, el que indica "ressenyes mixtes o mitjanes".